# Young Buffaloes FC
El Young Buffaloes Football Club és un club de futbol swazi de la ciutat de Mbabane.

## Palmarès
- Lliga swazi de futbol:[1]

2010, 2020
- Copa swazi de futbol:[2]

2017, 2018, 2019